# Недељко Лиздек
Недељко Лиздек (Мокро, 25. новембра 1951 — 7. априла 1994. Босанска међа, шири рејон Рогоја код Трнова) био је капетан Војске Републике Српске и ратни командант 4. батаљона Војне полиције у Сарајевско-романијском корпусу ВРС.

## Биографија
Рођен је 1951. године од оца Богдана и маке Љепосаве у Мокром, општина Пале. Био је осмо дијете у породици. Основну школу завршава у Мокром и уписује средњу војну школу у Сарајеву, касарна "Маршал Тито". Послије завршене војне школе добија чин водника и распоређен је на прву дужност коју обавља у Славонској Пожеги, гдје је провео девет мјесеци. Наредна дужност га враћа у Сарајево, касарна "Јајце" гдје је послије шест мјесеци прекомандован у 288. батаљон Војне полиције Југословенске народне армије, који је био смјештен у касарни "Виктор Бубањ". У овом батаљону је обављао дужности командира одјељења и командира вода, те је био референт за сузбијање криминалитета у криминалистичкој служби.
По избијању Одбрамбено-отаџбинског рата, Лиздек је заједно са својим саборцима 24. маја 1992. године напустио касарну "Виктор Бубањ" и учествовао у формирању 4. батаљона Војне полиције ВРС. У 4. батаљону је обављао дужност замјеника команданта батаљона, а на чело батаљона долази у августу 1993. године.
Капетан Лиздек је погинуо 7. априла 1994. године у акцији ликвидације диверзантско-терористичке групе на Босанској међи. Са њим је погинуо и војник Сретен Кнежевић. Дан раније, 6. априла 1994. уочена је ова диверзантско-терористичка група отпочела је потјера за њом. Наредног дана је лоцирана и у блиској борби разбијена на двије мање групе од којих се једна упутила према Дражином потоку, а друга у село Пијевац. Том приликом је из Трнова упућено појачање у људству, како би се непријатељ спријечио у даљим активностима. На путу према селу Пијевац, на Босанској међи колона возила ВРС наилази на непријатељску засједу гдје приликом борбе гину Лиздек и Кнежевић. Сахрањен је на мјесном гробљу у Подкрајевима, општина Пале.
Иза себе је оставио супругу Љубицу, те синове Милорада и Миломира. Одликован је медаљом Заслуга за народ и орденом Милоша Обилића.